# Помазун, Илья Александрович
Илья́ Алекса́ндрович Помазу́н (род. 16 августа 1996, Калининград) — российский футболист, вратарь московского «Спартака».

## Клубная карьера
Начал заниматься футболом в школе «Торпедо-ЗИЛ», так как она была ближе к его дому. Изначально был нападающим, так как его мама была против, чтобы он играл в воротах. Через пять лет, после переезда в Куркино, Помазуна пригласили в ДЮСШ ПФК ЦСКА. В команду 1996 года его позвал Сергей Первушин, потом тренировался под руководством Дмитрия Хомухи. С начала 2012 года начал привлекаться к играм команды в молодёжном первенстве России. Дебютировал в молодёжном первенстве 2 марта 2012 года в возрасте 15 лет в матче против «Зенита» (3:1), выйдя на замену на 51-й минуте игры вместо получившего травму Вячеслава Исупова. В начале 2013 года получил тяжёлую травму — разрыв крестообразной связки, из-за которой пропустил концовку сезона. В сезонах 2011/12—2016/17 провёл 89 матчей в молодёжном первенстве и 12 игр в Юношеской лиге УЕФА.
Во второй половине сезона 2016/17 Помазуна регулярно включали в заявку на матчи чемпионата России. За основной состав ЦСКА он дебютировал 6 августа 2017 года, выйдя в стартовом составе в матче 4-го тура чемпионата России против «Рубина» вместо травмированного Игоря Акинфеева и к 11-й минуте пропустил два мяча. В итоге ЦСКА уступил 1:2; от издания «Спорт-Экспресс» Помазун получил крайне низкую оценку — 3,0 из 10. Через три дня в гостевой игре против «Тосно» (2:1) пропустил один мяч. 20 сентября 2017 года в гостевой игре 1/16 финала Кубка России против курского «Авангарда» (0:1) пропустил мяч с пенальти на 114-й минуте и ЦСКА выбыл из розыгрыша Кубка. В связи с дисквалификацией Акинфеева 23 октября 2018 года Помазун сыграл в Лиге чемпионов против итальянской «Ромы» (0:3). В матче 1/16 финала Кубка России 2019/20 против «Алании» (3:1) сыграл все 90 минут, пропустил мяч с пенальти. 12 декабря 2019 года в игре группового этапа Лиги Европы против «Эспаньола» (1:0) Помазун провёл «сухой» матч.
5 августа 2020 года перешёл в «Урал» на правах аренды для получения игровой практики. 19 августа 2020 года дебютировал за основной состав клуба в игре 3-го тура чемпионата России против «Локомотива» (1:1), после игры получил награду лучшему игроку матча. 25 февраля 2021 года был отозван из аренды, в связи с подозрением на коронавирус у основного вратаря команды Игоря Акинфеева и запасного Владислава Торопа. 27 февраля 2021 года сыграл первый матч после возвращения из аренды против «Локомотива», в котором ЦСКА проиграл 0:2. Помазун подменил Акинфеева в основном составе в двух матчах, а впоследствии концовку сезона 2020/21 провёл в запасе.
9 июня 2021 года вернулся в «Урал» на правах аренды. 25 июля 2021 года вышел в стартовом составе на игру против «Краснодара» (0:3). Сезон 2021/22 Помазун провёл в качестве основного вратаря «Урала», отыграв 27 матчей, в которых пропустил 30 мячей и девять раз оставлял свои ворота в неприкосновенности. 16 июня 2022 года стало известно, что арендное соглашение продлено ещё на один сезон. 3 июля 2023 года клубы вновь пролонгировали арендное соглашение. По окончании сезона 2023/24 покинул «Урал». Помазун выступал за команду из Екатеринбурга с августа 2020 года, в общей сложности вратарь принял участие в 117 матчах «Урала», пропустил 155 мячей и 30 раз сохранил свои ворота в неприкосновенности. Вернувшись в ЦСКА, Помазуна не рассматривали в качестве второго голкипера, отдавая предпочтение Владиславу Торопу. 9 сентября 2024 года в интервью журналисту Нобелю Арустамяну Помазун не исключил трансфер в московский «Спартак», после чего он был отстранён от работы с основным составом. К 28 годам Помазун провёл за ЦСКА всего 10 матчей во всех турнирах.
2 февраля 2025 года Помазун перешёл в московский «Спартак», подписав контракт на 2,5 года. Дебютировал за клуб 19 апреля 2025 года в матче 25-го тура чемпионата России против «Акрона» (3:2).

## Карьера в сборной
В мае 2017 года был впервые вызван в молодёжную сборную России, за которую провёл единственный матч 27 мая 2017 года в товарищеском матче против сверстников из Узбекистана (4:3). 17 марта 2023 года был впервые вызван в национальную сборную России. 16 октября 2023 года дебютировал за сборную России в товарищеском матче против сборной Кении (2:2).

## Достижения

### Командные
ЦСКА (Москва)
- Обладатель Суперкубка России: 2018

### Личные
- В списке 33 лучших футболистов чемпионата России: 2022/23 (№ 3)[32]

## Личная жизнь
Отец — Александр (род. 1971) — также футболист, вратарь. Со своей женой Елизаветой Илья познакомился в школе перед репетицией последнего звонка. 8 июля 2020 года пара сыграла свадьбу.

## Статистика выступлений

### Клубная
| Выступление      | Выступление      | Выступление      | Лига | Лига | Лига  | Кубок | Кубок | Кубок | Еврокубки | Еврокубки | Еврокубки | Прочие | Прочие | Прочие | Итого | Итого | Итого |
| Клуб             | Лига             | Сезон            | Игры | Мячи | С. м. | Игры  | Мячи  | С. м. | Игры      | Мячи      | С. м.     | Игры   | Мячи   | С. м.  | Игры  | Мячи  | С. м. |
| ---------------- | ---------------- | ---------------- | ---- | ---- | ----- | ----- | ----- | ----- | --------- | --------- | --------- | ------ | ------ | ------ | ----- | ----- | ----- |
| ЦСКА (Москва)    | Премьер-лига     | 2017/18          | 2    | −3   | 0     | 1     | −1    | 0     | 0         | 0         | 0         | —      | —      | —      | 3     | −4    | 0     |
| ЦСКА (Москва)    | Премьер-лига     | 2018/19          | 0    | 0    | 0     | 1     | −1    | 0     | 1         | −3        | 0         | 0      | 0      | 0      | 2     | −4    | 0     |
| ЦСКА (Москва)    | Премьер-лига     | 2019/20          | 0    | 0    | 0     | 2     | −1    | 1     | 1         | 0         | 1         | —      | —      | —      | 3     | −1    | 2     |
| ЦСКА (Москва)    | Премьер-лига     | 2020/21          | 2    | −2   | 1     | 0     | 0     | 0     | —         | —         | —         | —      | —      | —      | 2     | −2    | 1     |
| ЦСКА (Москва)    | Премьер-лига     | 2024/25          | 0    | 0    | 0     | 0     | 0     | 0     | —         | —         | —         | —      | —      | —      | 0     | 0     | 0     |
| ЦСКА (Москва)    | Итого            | Итого            | 4    | −5   | 1     | 4     | −3    | 1     | 2         | −3        | 1         | 0      | 0      | 0      | 10    | −11   | 3     |
| Урал             | Премьер-лига     | 2020/21          | 17   | −20  | 5     | 0     | 0     | 0     | —         | —         | —         | —      | —      | —      | 17    | −20   | 5     |
| Урал             | Премьер-лига     | 2021/22          | 26   | −30  | 8     | 1     | 0     | 1     | —         | —         | —         | —      | —      | —      | 27    | −30   | 9     |
| Урал             | Премьер-лига     | 2022/23          | 29   | −45  | 6     | 10    | −10   | 2     | —         | —         | —         | —      | —      | —      | 39    | −55   | 8     |
| Урал             | Премьер-лига     | 2023/24          | 29   | −44  | 6     | 4     | −4    | 2     | —         | —         | —         | 1      | −2     | 0      | 34    | −50   | 8     |
| Урал             | Итого            | Итого            | 101  | −139 | 25    | 15    | −14   | 5     | —         | —         | —         | 1      | −2     | 0      | 117   | −155  | 30    |
| Спартак (Москва) | Премьер-лига     | 2024/25          | 3    | −2   | 2     | 0     | 0     | 0     | —         | —         | —         | —      | —      | —      | 3     | −2    | 2     |
| Спартак (Москва) | Премьер-лига     | 2025/26          | 0    | 0    | 0     | 2     | −1    | 1     | —         | —         | —         | —      | —      | —      | 2     | −1    | 1     |
| Спартак (Москва) | Итого            | Итого            | 3    | −2   | 2     | 2     | −1    | 1     | —         | —         | —         | —      | —      | —      | 5     | −3    | 3     |
| Итого за карьеру | Итого за карьеру | Итого за карьеру | 108  | −146 | 28    | 21    | −18   | 7     | 2         | −3        | 1         | 1      | −2     | 0      | 132   | −169  | 36    |

1. ↑  Суперкубок России; Переходные матчи РПЛ—Первая лига.

### Сборная
| Матчи Помазуна за сборную России | Матчи Помазуна за сборную России | Матчи Помазуна за сборную России | Матчи Помазуна за сборную России | Матчи Помазуна за сборную России | Матчи Помазуна за сборную России | Матчи Помазуна за сборную России |
| №                                | Дата                             | Оппонент                         | Счёт                             | Пропущенные мячи                 | Соревнование                     |                                  |
| -------------------------------- | -------------------------------- | -------------------------------- | -------------------------------- | -------------------------------- | -------------------------------- | -------------------------------- |
| 1                                | 16 октября 2023                  | Кения                            | 2:2                              | 2                                | Товарищеский матч                |                                  |

Итого за сборную России: 1 матч / 2 мяча пропущено; 1 ничья.